# Heinz von Lüder

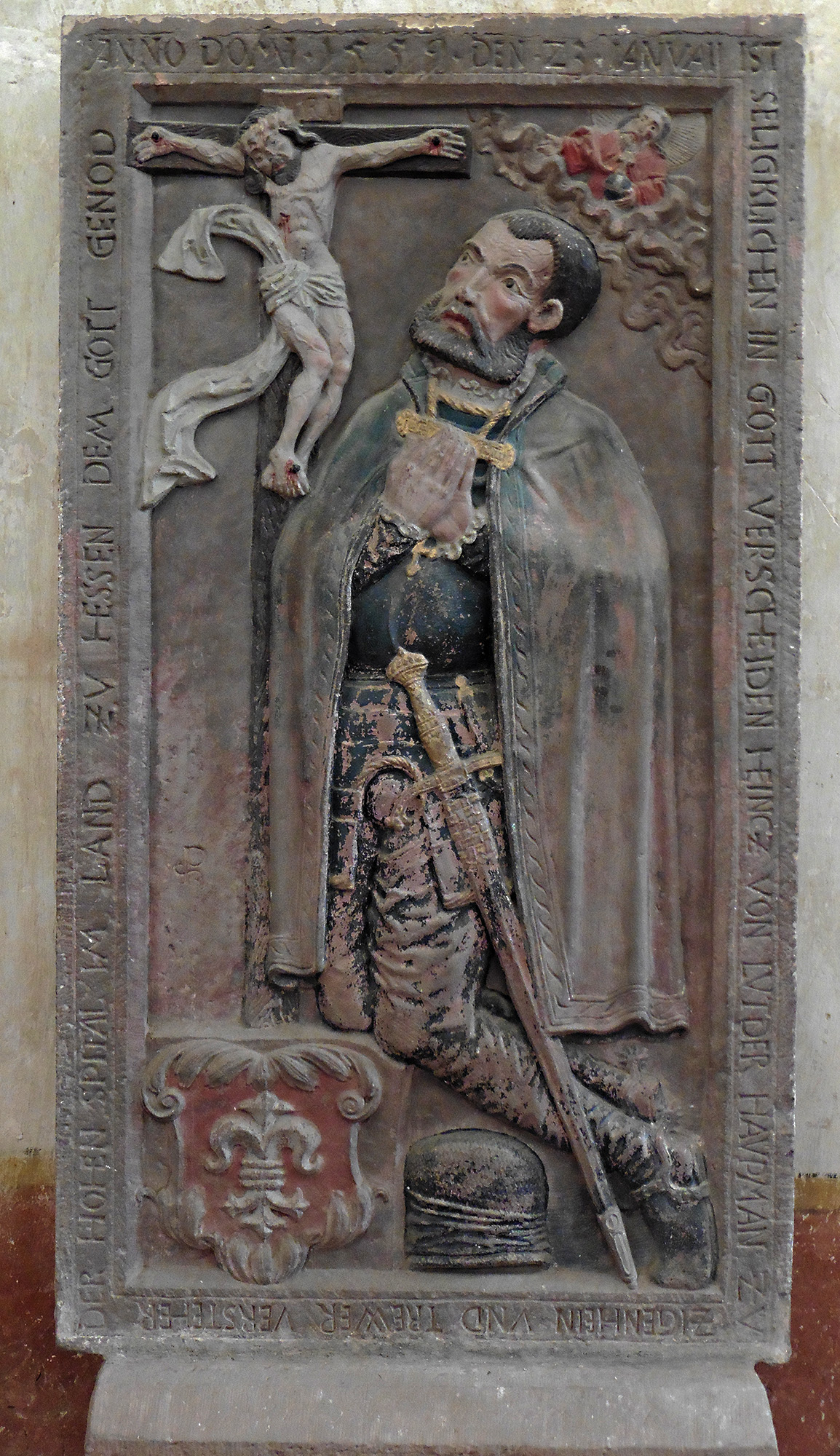
Epitaph des Heinz von Lüder in der Kirche des ehemaligen Zisterzienserklosters in Haina

Heinz von Lüder (* 1490; † 23. Januar 1559 in Ziegenhain), auch Heinz Lüder, Hentz von Lewther, Leuther, Lütther oder Lutter, war ein Beamter in landgräflich-hessischen Diensten.

## Leben
Seine Herkunft ist nicht gesichert; vermutlich stammte er aus einem unebenbürtigen Zweig der niederadeligen Familie von Lüder. Er besaß eine Schwester, Elisabeth, die Hermann Schütz, landgräflicher Rentmeister in Grünberg, heiratete und an deren Nachkommen sein Erbe ging. Er heiratete erst 1551, im Alter von 61 Jahren, die wohlhabende Marburger Witwe und Patriziertochter Kunigunde Meintz (1500–1562), Tochter des Johann d. J. Orth und der Elisabeth von Twern, und hatte keine Nachkommen.
Im Alter von 24 Jahren wird er als Bediensteter bei der Familie der Freiherren Riedesel zu Eisenbach genannt. Ein Totschlag im Affekt führte 1515 zu seiner Entlassung durch den hessischen Erbmarschall Hermann IV. Riedesel zu Eisenbach, und er wird daraufhin als Bediensteter im benachbarten Fuldaischen genannt.
Ab 1520 diente er Landgraf Philipp dem Großmütigen von Hessen in verschiedenen Positionen. So war er zum Beispiel Philipps Sondergesandter im April 1531 nach Zürich und im November 1531 nach Strassburg, als es im Zusammenhang mit dem Müsserkrieg und dann mit dem Zweiten Kappelerkrieg um die Unterstützung der protestantischen Seite und eine Verbindung zwischen den reformierten Schweizer Städten und dem Schmalkaldischen Bund ging. Von 1534 bis 1537 stand Heinz von Lüder im Dienst von Herzog Ulrich von Württemberg, wo er mit dem Aufbau eines Hospitalwesens und dem Ausbau von Schloss Hohentübingen betraut war. 1537 kehrte er wieder in die hessischen Dienste zurück.

### Oberaufseher der Hohen Hospitäler
In den Jahren 1525 bis 1531, nach der Einführung der Reformation in der Landgrafschaft, führten Lüder und Adam Krafft im Auftrage des Landgrafen eine Visitation aller hessischer Klöster, Hospitäler und Krankenstifte durch. Diese führte in den Jahren 1533 bis 1542 zur Gründung von vier Hohen Hospitälern durch Landgraf Philipp, um die Krankenpflege in den ländlichen Regionen weiterzuführen, die bis zur Säkularisation der hessischen Klöster vor allem in diesen wahrgenommen worden war. Die erste Gründung war 1533 Haina, es folgten noch im selben Jahr Merzhausen, 1535 Hofheim und 1542 Gronau. Lüder wurde 1543 der erste Oberaufseher aller vier hessischen Hohen Hospitäler, und er behielt dieses Amt bis zu seinem Tod 1559.
Die von Lüder entwickelte Hospitalordnung war für viele Generationen die organisatorische und finanzielle Grundlage für die hessischen Hohen Hospitäler. Diese Einrichtungen waren sozial-karitativ ausgerichtet, entsprachen dem Grundgedanken des Stephan Harding und waren in ihrer Art kongenial und Vorbild vieler weiterer ähnlicher Anstalten in Mitteleuropa. Die von Lüder entwickelte Hospitalordnung hatte als wichtigstes Grundelement den regelmäßigen Besuch von Gottesdiensten (sogenannte „Seelen-Arzeney“) und die Grundversorgung der christlichen Werke der Barmherzigkeit. Eine strenge Tagesordnung mit festgelegten Betstunden, Essenszeiten und Arbeitszeiten bestimmte den Tagesablauf. Die Hospitalordnung mit ihren 50 Paragraphen regelte ferner die Aufgaben der Hospitalvorsteher sowie jedes einzelnen Beamten und Mitarbeiters, in der „ein jeder in seinem Amt dieser Ordnung treulich nachkommen und leben wird“.

### Festungskommandant und Amtmann zu Ziegenhain
1537 wurde Lüder Kommandant der Wasserfestung Ziegenhain, die von 1537 bis 1542 unter seiner Aufsicht errichtet wurde und die er bis zu seinem Tode befehligte, sowie Amtmann des Amtes Ziegenhain. Auch im Schmalkaldischen Krieg 1546–1547 und während der fünfjährigen Gefangenschaft (1547–1552) des Landgrafen Philipp I. befehligte Lüder somit die Festung, die nach der Unterwerfung des Landgrafen als einzige der vier landgräflich-hessischen Festungen nicht auf Befehl des Kaisers Karl V. geschleift zu werden brauchte. (Kassel, Gießen und Rüsselsheim hingegen wurden geschleift.) Darum wurde später eine schöne Legende gewoben. Lüder soll dem Grafen Reinhard zu Solms, der die Festung 1547 in Besitz nehmen wollte, gesagt haben: "Der freie Landgraf hat mir die Festung übergeben. Und einem freien Landgrafen werde ich die Festung wieder übergeben." Daraufhin habe Kaiser Karl von Landgraf Philipp gefordert, Lüder in Ketten aufhängen zu lassen. Der Landgraf habe dann, nach seiner Freilassung und Rückkehr, Lüder durch kurzes, symbolisches Aufhängen an einer Goldkette am heutigen „Lüdertor“ in Ziegenhain belohnt und ihm die Goldkette geschenkt. Der romantische Dichter August Kopisch schrieb dazu sein Gedicht „Landgraf Philipp der Großmütige“, das Carl Gottfried Loewe 1856 sogar vertonte, und Alice von Gaudy dichtete die Ballade „Heinz von Lüder“.

## Tod und Ehrungen

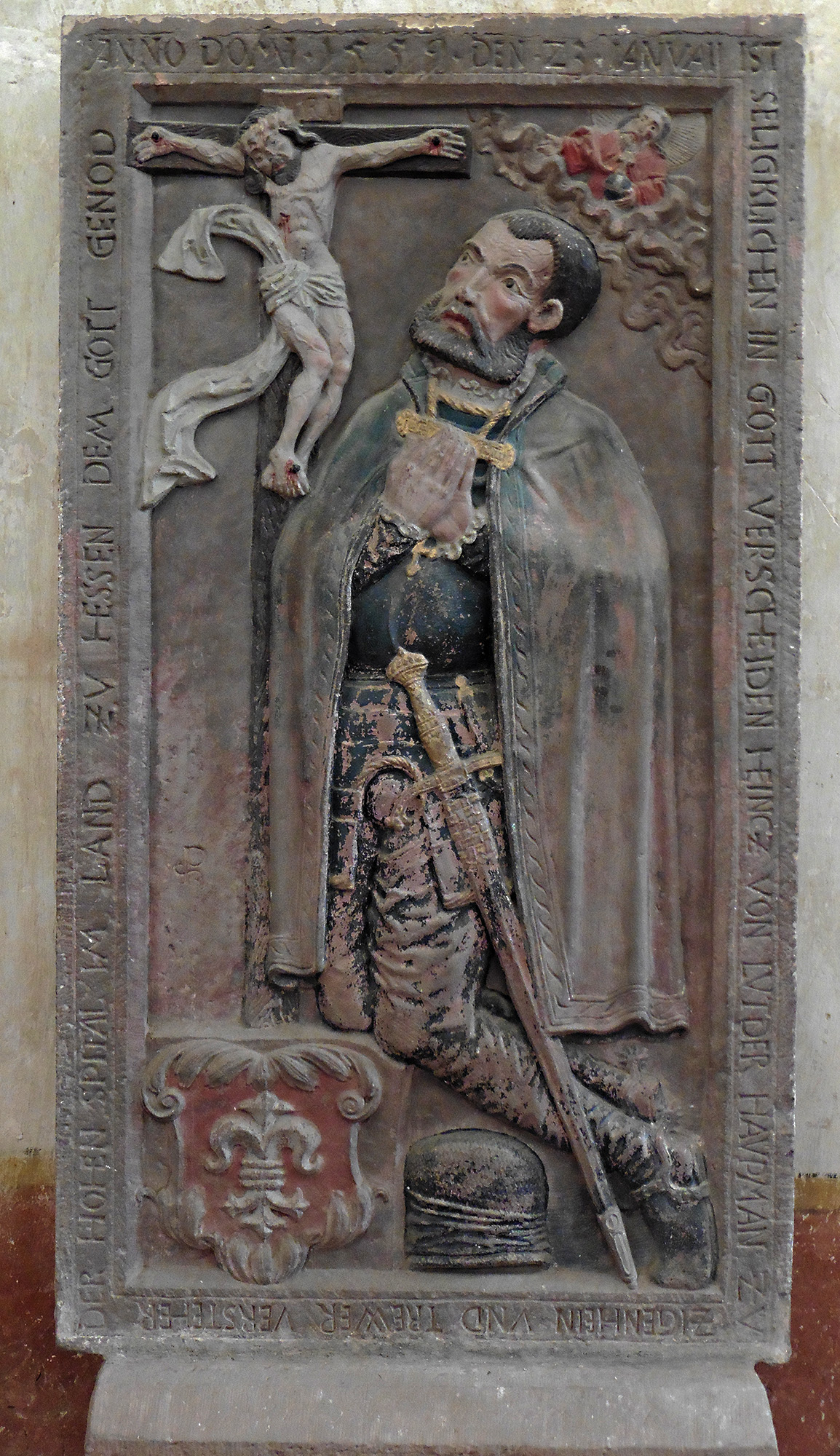
Lüders Epitaph in Haina

Lüder starb in Ziegenhain, wurde aber seinem testamentarisch geäußerten Wunsch gemäß in Haina beigesetzt. Sein Grab ist heute nicht mehr erhalten, aber ein von Philipp Soldan geschaffener Gedenkstein in der Klosterkirche von Haina erinnert an ihn. Auch in Merxhausen wurde ihm ein Gedenkstein errichtet.
Ihm zu Ehren wurde das in Ziegenhain östlich des Paradeplatzes gelegene Stadttor „Lüdertor“ benannt.